# Falun Folkmusik Festival
Falun Folkmusik Festival (FFF), tidigare Falu Folkmusik Festival, var en folk- och världsmusikfestival som presenterade etnisk musik från hela världen. Programprofilen inkluderade folkmusik eller traditionell bymusik från alla kulturer, icke västerländsk hovmusik eller högreståndsmusik och dito urban musik. Begreppet världsmusik var inte myntat när FFF startade. Festivalen byggde på tre likvärdiga komponenter: konserter, kurser och folkfest. Sistnämnda hade spelmansstämman och karnevalen som förebilder. Motivet bakom festivalen var att 1) motverka amatörstämpeln och påvisa de stora konstnärliga värdena i dessa musikformer genom att arrangera konserter med de allra främsta artisterna från respektive musikkultur samt att 2) lyfta fram den svenska folkmusiken genom att spegla den i ett högkvalitativt och internationellt sammanhang.
Festivalen arrangerades för första gången 1986. Festivalen var det första stora arrangemanget i Norden inom denna genre och var under en period en av de största musikfestivalerna i Norden alla kategorier. Inom folk- och världsmusikgenren betraktades FFF som en av de ledande festivalerna internationellt.

## Organisation, finansiering
Arrangör för Falun Folkmusik Festival var Stiftelsen Falun Folkmusik Festival. Stiftelsebildare var en gruppering privatpersoner. Stiftelsens styrelse utsågs av Dalarnas Spelmansförbundoch ordförande för stiftelsen var under de första tio åren var Bertil Helldin, tidigare kommunalråd och kommunfullmäktiges ordförande i Falu kommun. Verksamhetsledare de första tolv festivalerna (1986-1997) var initiativtagaren Magnus Bäckström. Under åren 1996 - 1997 var Gatu Olle Nilsson VD och Magnus Bäckström konstnärlig ledare. Under åren 1997 - 1999 var Hans Hjort VD för verksamheten. Ytterligare några år arrangerades festivalen av ett privat aktiebolag med VD Hans Hjort vid rodret.
Som mest sysselsatte festivalkansliet fyra årsanställda. Till detta kom en större grupp projektanställda samt upp till 600 frivilliga funktionärer i samband med festivalens genomförande . Funktionärerna hämtades till största delen från Faluns kulturföreningar men också från en del idrottsföreningar. En ideell arbetsgrupp bestående av en nära vänkrets, mestadels spelmän från Falun, arbetade löpande under året med främst program- och profilfrågor.
Ekonomin för Falun Folkmusik Festival byggde främst på biljettintäkter och kursavgifter. Falu Kommun var den största bidragsgivaren men bidrag fanns också från Landstinget Dalarna m.fl. Studieförbunden engagerade sig i kursverksamheten. Redan från första festivalen fanns ett betydande sponsorengagemang från det privata näringslivet som Stora AB, Folksam, Sparbanken Dalarna, Telia, Hemköp m.fl.
1997-1999 erhöll Falun Folkmusik Festival av Statens Kulturråd det första nationella uppdraget inom musikområdet. Uppdraget var avsett som ett erkännande av värdet av verksamheten samt som ett utvecklingsstöd.

## Mediabevakning
PR-värdet för Falun var stort. De år festivalen hade sin höjdpunkt ackrediterades uppemot 200 representanter för nationell och internationell media. Förutom ett årligen stort antal artiklar i tryckt media bevakades festivalen också av Sveriges Radio, NRK, DR och finsk radio med många återutsändningar av festivalens konserter. SVT gjorde ett antal program från festivalen under åren. Också reportageteam från fransk och kinesisk television besökte festivalen.

## Innehåll
Musiken på Falun Folkmusik Festival spände över ett brett register. Ca 40 % av den musik som presenterades på konsertscener och kurser hade sitt ursprung i den svenska folkmusiktraditionen. De övriga nordiska ländernas folkmusiktradition var alltid representerad. Som mest var ett 40-tal nationer representerade årligen. Musiken var både traditionell och av modernare snitt i olika fusionformer.
Festivalens huvudscener var i centrala Falun med Kristinehallen, Folkets Hus, Dalarnas Museum, Grand Hotell och Rådhusgården som de främsta. De första åren ägde finalprogrammet rum i friluftsområdet Åsbobacken samt sportanläggningen Lugnethallen. Den lilla sjön Stångtjärn strax utanför Falu centrum var spelplats för "Vallmusik runt Stångtjärn", en programpunkt som kom att bli en festivalklassiker. Under åren arrangerades enstaka programpunkter också på Svärdsjö gammelgård, på Hellmansö i Runn med flera platser. Efter några år hade dock folkfesten vuxit sig så stor att den hotade att skymma festivalens ryggrad, konserterna. Med anledning av detta beslutade arrangörerna att flytta ut en del av konserterna i Läroverksparken utanför Kristineskolan och ett festivalområde skapades. Beslutet blev hårt kritiserat av den del av publiken som kanske inte sökt sig till konserterna i första hand. För konsertpubliken blev det dock en förbättring.
Den omfattande kursverksamheten pågick under hela festivalveckan och förlades mestadels till skolor i centrala Falun. Som mest deltog årligen ca 600 musikanter, sångare och dansare i kurserna.
Folkfesten uppstod spontant på stadens gator, i parker och på serveringar. Många av festivalens artister, kursledare och kursdeltagare spontanmusicerade här utanför programmet och många musikanter utan festivalengagemang drogs också till denna del av festivalen. Nya spännande musikaliska möten uppstod. För att stimulera folkfesten arrangerade FFF i många år en matmarknad med serveringar med samma profil som festivalens musik, en hantverksmarknad också med tonvikt på mångkultur samt en gatumusikanttävling. Under de mest intensiva festivalåren räknades festivalbesökarna på stadens gator och torg i tiotusental enligt polisens bedömningar.

## Bildspråk
Folkmusikfestivalen skapade, framförallt genom sina årliga affischer ett bildspråk som starkt bidrog till att FFF blev ett varumärke i den framväxande världsmusikscenen. Formgivare för affischerna, utom de första åren, var Anna Sjons Nilsson annasjons.se. Affischerna kan ses via länken. Utöver detta formgav Anna Sjons Nilsson festivalens årliga T-shirts under många år.

## Publiken
1989 genomförde Magnus Bolin vid Högskolan Falun-Borlänge, numera Högskolan Dalarna, och Gunnar Ternhag vid Dalarnas Forskningsråd en publikundersökning på FFF. Publiken detta år bestod av 30 % falubor och 70 % tillresta. 40 % av publiken kom från Dalarna, 55 % från landet i övrigt och 5 % var utländska besökare. Besökarna kom från varje kommun i Sverige, flest kom från storstäderna. Åldersfördelningen var mycket varierad.

## Sidoprojekt
Falun Folkmusik Festival genererade också sidoprojekt. På verksamhetsledaren Magnus Bäckströms initiativ skapades ett årligt internationellt musikläger för ungdomar, Ethno, musiktidskriften Lira med samma musikprofil som festivalen, en årlig branschmässa för nordisk folk- och världsmusik, Norrsken, samt 20-poängskurser i Nordisk respektive Internationell folkmusik på Högskolan Dalarna.
FFF var genom Magnus Bäckström en av initiativtagarna till det europeiska festivalnätverket European Forum of Worldwide Music Festivals (EFWMF). Nätverket bildades 1991 och 20 år senare består EFWMF av 42 medlemsfestivaler. Magnus Bäckström var dess ordförande 1994-1997 och Hans Hjort var ordförande 2004-2007. På motsvarande sätt deltog FFF i bildandet av föreningen Svenska Musikfestivaler där Magnus Bäckström var vice ordförande de första åren.

## Nedläggning
Under mitten av nittiotalet fick festivalen ekonomiska problem och olika kriser, omorganisationer m m avlöste varandra. Trots festivalens internationella lyskraft och årligen återkommande besökare från hela Sverige och andra länder så mäktade staden inte med. Lokala opinionsbildningar mot entréavgifter m m resulterade i allt vankelmodigare politiskt stöd. Den ideella föreningen "lämnade in handduken" och begärde sig i konkurs 1999. Verksamheten återupptogs av ett privatägt aktiebolag, som tecknade samarbetsavtal med Falu kommun. Några sådana överenskommelser hade inte funnits före detta. Trots återkommande samarbetsavtal drog Falu kommun in allt stöd år 2003. Efter en rättslig process fullföljde kommunen motvilligt sina åtaganden även år 2004 varefter festivalen begärde sig i konkurs. Falu kommun har därefter på egen hand och utan framgång gjort några mindre försök att skapa ett nytt evenemang med regional eller i alla fall lokal genomslagskraft. Kunskaperna, engagemanget och visionerna i den "gamla" festivalorganisationen, som skingrades i besvikelsen efter de kommunpolitiska ingreppen i festivalens sista uppsättningar, stod dock inte till förfogande.

## FFF 1986

### Artister
- Flaco Jimenez (USA)
- Ustad Zia Muhiuddin Dagar (Indien)
- Hilife (Uganda/Sv)
- Orientexpressen & Kostadin Varimezov (Sv/Bulgarien)
- Domna Samiu m. ensemble (Grekland)
- Ziya Aytekin (Turkiet)
- Klezmorim (USA)
- Boys of the Lough (UK)
- Helsingby Spelmän (Finland)
- Per Midtstigen, Ingar Ranheim
- Lars Skjervheim, Gunnar Stubseid
- Marianne Tomasgård, Bjarne Överbö (Norge)
- Rejseorkestret (Danmark)
- Lars Pirak (Sapmi)
- Falu Kammarkör/Anders Hagegård/Håkan Sund
- Pelle Lindström/Peter Carlsson/Peder Åkerlund
- Sören Hermansson
- Per Johansson
- Gertrud Sundvik
- Meta Alm
- Christer Lundh
- Reien Steen
- Bengt Ericsson
- Lars Torgny Lasson
- Johan Nilsson
- Benny Wiberg
- Burträskar'a
- Karin Edvardsson
- Agneta Stolpe
- Maria Röjås
- Nils Eriksson
- Pelle Jakobsson
- John-Erik Eggens
- Walter Ramsby
- Nils Agenmark
- Päkkos Gustaf
- Bosse Larsson
- Vivi Nilsson
- Svärdsjö spelmanslag
- Rättviks spelmanslag
- Orsa spelmanslag
- Falu spelmanslag
- Dalapolisens spelmän
- Alfta spelmanslag (Sverige)

### Kursledare och artister
- Jonny Soling
- Kalle Almlöf
- Ole Hjorth
- Pål Olle
- Björn Ståbi
- Ellika Frisell
- Mats Andersson
- Kristina Cederwall
- Leif Alpsjö
- Sture Sahlström
- Ditte Andersson
- Ingvar Forsberg
- Rickard Näslin
- Bert Lundin
- Owe Ronström
- Lena Willemark
- Anders Nyberg
- Sten Källman
- Ola Karlberg
- Ale Möller (Sverige)
- Ingrid Risbakken
- Sigmund Risbakken
- Olav Saeta
- Kirsten Bråten-Berg (Norge)
- Birger Sulsbrück (Danmark)
- Ilpo Saastamoinen (Finland)
- Bahi Barakat (Egypten/Sv)

### Föreläsare
- Sven Ahlbäck
- Owe Ronström
- Anna Johnson

### Övrigt
- Utställningen "Tre spelmän" (Lenny Clarhäll)
- Folkmusikfilm

## FFF 1987

### Artister
- Kózan Kitahara II & Sumiko Goto (Japan)
- Mighty Chalkdust (Trinidad)
- Waraba (Guinea-Conakry/Sv)
- Ensemble Faux Bourdon (Frankrike)
- Patrick Street (Irland)
- Jes Kroman & Morten Alfred Höirup (Danmark)
- Beausoleil (USA)
- József Sarkösi Ensemble (Ungern)
- Orientexpressen med József Kozák och Kálman Bálogh (Sv/Ungern)
- Ilpo Saastamoinen/Domna Sanila/Helena Semenoff
- Pirnales, Jeppo Spelmän (Finland)
- Ånon Egeland
- Otto Furholt
- Embrik Bergaplass
- Ragnhild Furholt
- Arne Moslåtten
- Pål Skogum (Norge)
- Erling Brinch
- Ole Mouritzen
- Peter Uhrbrand (Danmark)
- Kalle Moraeus Kvartett
- Åsa Jinder
- Groupa
- Svante Pettersson med Gotlandsspelmän
- Skogsby-Lasse
- Mikael Nolervik
- Offerdals Spelmanslag
- Ville Roempke
- Pelle Björnlert
- Anders Rosén
- Simon Simonssons Kvartett
- Päkkos Gustaf
- Kalle Sevelin
- Pelle Lindström
- Kerstin Sonnbäck
- Birgitta Cederberg
- Georg Tysklind
- Pelle Pettersson
- Bernt Lindström
- Calle Hernmark
- Gertrud Sundvik
- Elsa Zetterkvist
- Vivi Nilsson
- Kerstin Gudmundsén
- Milda Makter
- Malungs spelmanslag
- Falu Spelmanslag
- Svärdsjö Spelmanslag
- Boda Spelmanslag
- Sandvikens Spelmanslag (Sverige)

### Kursledare och artister
- Kalle Almlöf
- Jonny Soling
- Björn Ståbi
- Pål Olle Dyrsmeds
- Pekkos-Gustav
- Ellika Frisell
- Carina Normansson
- Mats Berglund
- Ingvar Forsberg
- Rickard Näslin
- Maria Röjås
- Ale Möller
- Lena Willemark
- Marit Zetterström
- Sten Källman
- Ola Karlberg
- Stina Hedberg
- Owe Ronström (Sverige)
- Kirsten Bråten-Berg
- Sondre Bratland
- Rolv Brimi
- Hans Holen (Norge)
- Birger Sulsbrück
- Jes Kroman (Danmark)
- Segou Camara (Guinea-Conakry/SV)
- Bahi Barakat (Egypten/Sv)

### Unga Spelmän (FFF-stipendiater)
- Kjell-Erik Eriksson
- Marcus Karlsson
- Karin Svensson
- Olov Johansson
- Anna Nordhall
- Thuva Härdelin
- Tommy Runesson
- Pelle Gustavsson

### Föreläsare
- Jan Ling
- Timo Leisiö
- Krister Malm

### Årets "Gäst från annan verklighet"
- Målaren
- musikern, poeten Hans Viksten

### Övrigt
- Utställningen Fornfinländska musikinstrument
- Folkmusikfilmer

## FFF 1988

### Artister
- Ensemble från Laos (Laos)
- Fazisi (Georgien)
- Jali Nyama Suso (Gambia)
- De Dannan (Irland)
- Salmeron & Paco Cruz (Spanien)
- Stelios Vamvakaris Ensemble (Grekland)
- Stefan Grossman & John Renbourn (USA/England)
- Lang Linken (Danmark)
- Agnes Buen
- Hauk Buen
- Hallvard T. Björgum
- Torleiv H. Björgum
- Frode Nyvold,
- Halgrim Berg (Norge)
- Boris Viklund & Anders Nyberg (Finland)
- Pihikoppelo (Finland)
- Cantar (Peru/Bolivia/Ecuador/Sverige)
- Zebra (Uganda/Sverige)
- Orientexpressen
- Sarava
- Benny Andersson & Orsa spelmän
- Filarfolket
- Euskefeurat
- Agneta Stolpe
- Myriam Lundberg
- Bernt Lindström
- Walter Ramsby
- Pelle Pettersson
- Skäggmanslaget
- Britt-Marie Swing
- O´Torgs Kajsa
- Lars Fredriksson
- Björn Jadling
- Röjås Jonas
- Röjås Hans
- Per Gudmundsson
- Elsa Zetterkvist
- Gertrud Sundvik
- Bengt Olsson
- Karl-Erik Brandt
- Göteborgs musikhandledare
- Älvdalens spelmanslag
- Nordanstigs spelmanslag
- Svärdsjö spelmanslag
- Falu spelmanslag
- Leksands spelmanslag (Sverige)

### Kursledare och artister
- Päkkos Gustaf
- Pers Hans Olsson
- Carina Normansson
- Ellika Frisell
- Mats Berglund
- Kungs Levi Nilsson
- Mikael Sjögren
- Björn Ståbi
- Jonny Soling
- Jonas Holmén
- Ale Möller
- Esbjörn Hogmark
- Anders Nyberg
- Vivi Nilsson
- Kerstin Sandberg
- Lena Willemark
- Inga Anagrius
- Maria Röjås
- Owe Ronström
- Hans Hurtig
- Marit Zetterström
- Jan-Erik Wadén
- Carl-Magnus Bengtegård
- Hjerp Erik
- Ola Karlberg
- Sten Källman
- Stina Hedberg (Sverige)
- Halvor Håkarnes
- Kirsten Bråten-Berg (Norge)
- Maria Kallaniemi (Finland)
- Birger Sulsbrück
- Lars Stork (Danmark)
- Aly Bain (Shetland/UK)
- Philadelphia Jerry Ricks (USA)
- Juan Carlos Ubal-Sosa (Uruguay/Sverige)
- Gabriella Gutarra (Peru/Sverige)
- Bahi Barakat (Egypten/Sverige)

### Unga spelmän (FFF-stipendiater)
- Charlotte Lindstedt
- Anders Hellström
- Maria Öst
- Kristina Persson
- Ylva Svenonius
- Annika Björkegren
- Staffan Eriksson
- Anders Bjernulf

### Föreläsare
- Tellef Kvifte
- Mats Einarsson
- Dan Lundberg

### Årets "Gäst från annan verklighet"
- Tonsättaren Karin Rehnqvist

### Övrigt
- Teaterföreställningen "Tidernas kalas"
- Abellis Magiska Teater
- Folkmusikfilmer
- Utställningen "Spelmansbilder" av Hans Viksten